# Des jours sans fin
Des jours sans fin (Days Without End) est le septième roman de l'écrivain irlandais Sebastian Barry. Primé par le Prix Costa en 2016, ce western raconte l'histoire de deux hommes, amants, dans l'Amérique du Nord des années 1850. Ils prennent successivement part aux Guerres indiennes et à la guerre de Sécession. L'auteur l'a écrit en s'inspirant de la vie d'un de ses ancêtres et de son fils gay, qui lui avait fait son coming-out. Des jours sans fin a reçu un accueil positif auprès de la critique anglo-saxonne et française.

## Résumé
Des jours sans fin suit le parcours de l'émigré irlandais Thomas McNulty aux États-Unis dans les années 1850. Il quitte sa ville natale de Sligo en Irlande pour échapper à la Grande famine, dont sont morts ses parents et sa sœur. Alors adolescent, il part dans un bateau en direction de l'Amérique du Nord et débarque au Canada. Dans le Missouri, il rencontre John Cole, qui de son côté a fui le Massachusetts pour trouver de quoi se nourrir. Ils deviennent amis et amants. Ils travaillent d'abord pour Titus Noone, gérant d'un saloon de Daggsville, où, pour divertir les chercheurs d'or, ils dansent travestis en femmes, puisqu'il y a peu de personnes de sexe féminin dans la ville. D'abord, ils participent aux Guerres indiennes menées par les colons contre les Amérindiens, en affrontant notamment des Sioux et leur chef oglala Celui-Qui-Domptait-Les-Chevaux. Ils adoptent sa jeune nièce Winona, après le massacre de son clan par l'armée américaine. Puis ils s’engagent tous deux comme soldats du côté de l’Union contre les États confédérés, dans la guerre de Sécession. Ils envoient alors Winona vivre avec Titus Noone afin qu'il assure sa sécurité et veille à son éducation. Durant ce conflit, où Thomas et John sont sous les ordres du Major Neale, ils sont capturés par l'armée des États confédérés d'Amérique et conduits au Camp d'Andersonville pour y être détenus dans des conditions sordides en plein hiver. Après un échange de prisonniers, ils retournent vivre auprès de Winona et de Titus Noone et reprennent quelque temps leur show de travestis, en intégrant Winona à leur performance. Grâce aux recettes du show, le couple et leur fille adoptive partent s'installer dans le Tennessee pour travailler dans une plantation de tabac. Mais le passé se rappelle à eux : Celui-Qui-Domptait-Les-Chevaux a kidnappé la fille d'un officier militaire et se dit prêt à l'épargner en échange de sa nièce Winona.

## Personnages
- Thomas McNulty : le narrateur, un Irlandais, dont on suit le parcours au début du roman, lorsqu'il est adolescent, « environ âgé de 13 ans »[5].
- John Cole : avec des origines amérindiennes par une de ses grands-mères, c'est le compagnon de Thomas McNulty.
- Titus Noone : le gérant du saloon à Daagsville, qui les engagent pour danser avec des mineurs en se faisant passer pour des femmes.
- Celui-Qui-Domptait-Les-Chevaux (Caught-His-Horse-First en anglais) : un chef oglala sioux.
- Winona : la fille adoptive de Thomas et John, et la nièce de Celui-Qui-Domptait-Les-Chevaux.
- Major Neale : le chef du régiment des Unionistes dans lequel Thomas et John sont recrutés.
- McSweny.

## Inspiration

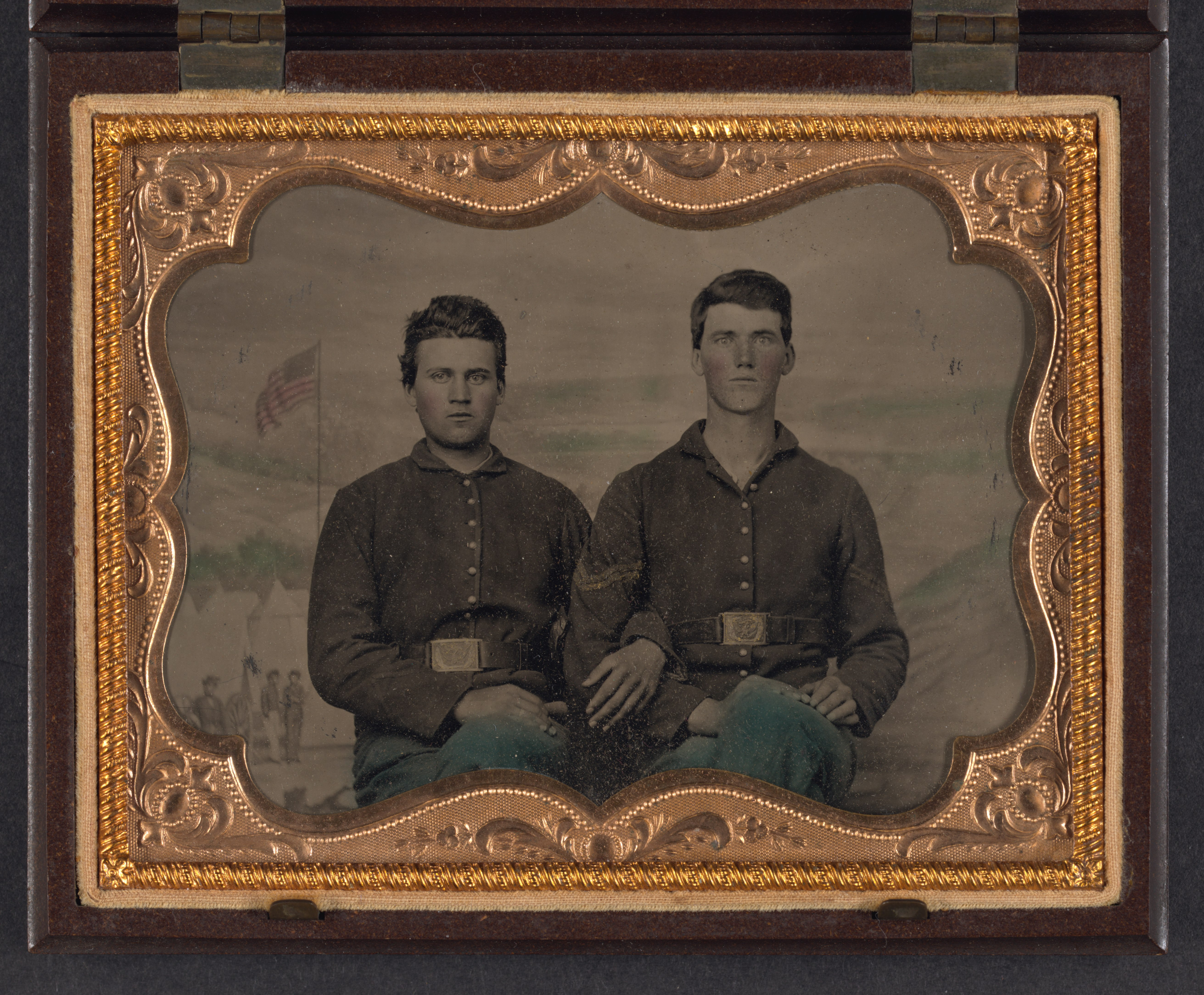
Deux jeunes soldats unionistes dans leurs uniformes.

Avec Des jours sans fin, Sebastian Barry développe l'histoire de la famille McNulty qu'il avait déjà entamée dans ses précédents romans : Les Tribulations d'Eneas McNulty (1998), Le Testament caché (2009) et L'Homme provisoire (2014). Sebastian Barry continue ainsi d'explorer les ramifications de sa propre famille et de ses aïeuls. Des jours sans fin lui a été inspiré par des conversations à Dublin avec son grand-père, qui se souvenait d'un grand-oncle ayant participé aux Guerres indiennes. Des scènes de son livre, comme une chasse au bison, ont également été nourries par la lecture d'œuvres de Francis Parkman, historien américain du XIXe siècle, notamment de The Oregon Trail.
Des jours sans fin est dédié à son fils gay Toby. Sur les conseils de sa sœur, vers 2014, à l'âge de 16 ans, Toby annonce à ses parents Ally et Sebastian qu'il est homosexuel. Ce qui soulage Sebastian Barry, ayant remarqué que son fils était tracassé et traversait une période de dépression. Après que son fils a fait son coming-out en 2014, d'une part il a soutenu le mariage entre personnes de même sexe en Irlande, d'autre part l'orientation sexuelle de son fils lui a en partie inspiré ce roman. Il observe la relation de Toby avec le petit ami de ce dernier. Mais l'auteur explique n'avoir pu consulter des témoignages sur ce que ça signifiait d'être gay en Amérique du Nord dans les années 1850, puisqu'il n'existe pas d'archives sur le sujet.
Pour Sebastian Barry, l'écriture de ce roman a été différente des précédents, il se sentait davantage fébrile. Lui qui ne boit pas, s'est néanmoins mis à consommer des verres de vin le soir en écrivant le livre, parce qu'il avait besoin de retrouver son calme. Il en achève l'écriture en décembre 2015. Son fils Toby lui confiera après : « Tu n'es pas gay, mais tu es un allié. Et j'ai aimé ton livre ».
En épigraphe du roman, Sebastian Barry a mis deux vers de Palms of Victory, un hymne gospel écrit par le prédicateur méthodiste américain John B. Matthias :  
« Je vis un voyageur épuisé par la route / Vêtu d'habits déguenillés ("I saw a wayworn traveler / 
In tattered garments clad") »

## Publication
Le roman achevé aux alentours de Noël en 2015, Sebastian Barry le fait parvenir à son éditeur Faber and Faber, qui ne lui donne aucune réponse pendant trois semaines et il envisage alors d'écrire un autre roman. Finalement, le roman est publié en Grande-Bretagne aux éditions Faber and Faber le 20 octobre 2016 et aux États-Unis aux éditions Penguin le 21 septembre 2017,. En France, il est publié le 11 janvier 2018 par les éditions Joëlle Losfeld, que détient Gallimard. Sur la couverture figure le montage de deux ambrotypes, celle d'un jeune soldat américain avec celle de la femme d'un officier. Le soldat apparaît alors en habits féminins, une référence au travestissement des deux jeunes hommes au début du roman. Ces deux photos sont tirées de la Liljenquist Family Collection of Civil War Photographs, collection qui a été versée à la Bibliothèque du Congrès en 2010. Le roman doit sortir en poche, dans la collection Folio, le 11 avril 2019.
Après la publication du roman, Sebastian Barry s'est dit touché que de jeunes gays et lesbiennes lui adressent des remerciements. En Belgique, dans le cadre de L'Intime festival, au théâtre de Namur, des extraits sont lus par l'acteur Mathieu Amalric, en présence de l'auteur, le 24 août 2018.
Le roman suivant de John Barry, Des milliers de lune, édité en France en 2021 chez Joëlle Losfeld, a pour narratrice Winona, amérindienne élevée par Thomas McNulty et John Cole.

## Réception critique
Des jours sans fin obtient le Prix Costa pour le meilleur roman en 2016, le jury estimant qu'il s'agissait d'« un miracle de livre – à la fois épique et intime – qui réussit à créer des espaces pour l'amour et la sécurité dans le bruit et le chaos de l'histoire ». Ce qui fait de Sebastian Barry, qui remporte 5 000 livres sterling grâce à ce prix, le premier auteur à recevoir deux fois cette récompense,. Après l'avoir reçu, Sebastian Barry a contacté son fils Toby via Skype : « Je ne pouvais pas entendre ce qu'il disait et il ne pouvait pas m'entendre, mais son visage était radieux de bonheur ». Des jours sans fin figurait aussi dans la liste des quinze romans présélectionnés pour le Man Booker Prize 2017. « Ma fierté est indépendante de toute considération littéraire », précisait toutefois le romancier à la sortie du livre en France.

### En Grande-Bretagne et aux États-Unis
Pour The New York Review of Books, le livre possède « tellement de sensations, de charme, de conviction et de suspense que le lectorat américain de Sebastian Barry pourrait s'accroître ». The Financial Times remarque que le livre s'inscrit dans une tradition d'écriture sur la diaspora irlandaise, comme les romans Star of the Sea de Joseph O'Connor et Brooklyn de Colm Tóibín. « A la différence du couple maudit de Brokeback Mountain, ce duo forme une famille heureuse et stable », note Time, esquissant un parallèle avec la nouvelle d'Annie Proulx et ajoutant que le style du roman possédait une « beauté rustique ». The Times Literary Supplement compare Des jours sans fin avec Underground Railroad, de Colson Whitehead, sorti la même année, deux livres sur l'Amérique du XIXe siècle, qui « explorent une nation fracturée en train de se faire ». Du côté des écrivains, le prix Nobel de littérature britannique Kazuo Ishiguro a fait des éloges du roman. Pour l'écrivain irlandais Adrian McKinty, qui décrit le roman comme « une histoire d'aventures picaresques le long de la frontière américaine dans les années 1850 et 1860 », les passages sur le massacre des Indiens sont aussi choquantes que dans Méridien de sang, de Cormac McCarthy.

### Dans les pays francophones
La presse française réserve globalement un accueil enthousiaste pour Des jours sans fin. C'est un « coup de cœur étranger de la rentrée littéraire » de janvier 2018 pour L'Express, qui précise : « On achève Des jours sans fin aussi exsangue et fiévreux qu'enflammé et emballé, comme si l'on venait, nous aussi, de sillonner mille fois, baïonnette à la main, ce pays des grands espaces qu'est l'Amérique du milieu du XIXe siècle ». L'hebdomadaire Télérama estime que « l’écriture de Sebastian Barry se métamorphose en épopée lyrique pour décrire la boucherie des champs de bataille mais aussi la beauté des grandes plaines au soleil couchant ». Pour le quotidien La Croix, Des jours sans fin est « une fresque puissante, une épopée au souffle terriblement romanesque où il n’épargne à ses héros ni la faim ni le froid ni l’horreur ». De son côté, le journal Le Monde estime qu'il s'agit d'une « fresque épique et intimiste qui, sur fond de génocide amérindien et de guerre de Sécession (1861-1865), interroge l’identité de la nation américaine ». La référence à la nouvelle d'Annie Proulx est également évoquée en France, par exemple avec Les Echos, qui titre : « Un "Brokeback Mountain" lyrique ». Entre les deux héros, il s'agit d'un « amour inconditionnel, à toute épreuve », note une libraire, qui fait part à Europe 1 de son « coup de cœur » pour Des jours sans fin.
Pour le quotidien suisse Le Temps, c'est « un récit qui est aussi une belle réflexion sur les mutations de l’identité sexuelle ».

## Analyse
Dans une étude universitaire, Soldats et indiens : victimes et perpétrateurs des traumas dans Days without end de Sebastian Barry, la doctorante brésilienne Camila Franco Batista constate que le roman peut être perçu comme une tentative d'explorer les blessures de la Grande famine, des Guerres Indiennes et de la guerre de Sécession, sous la perspective à la fois de la victime et de l'agresseur. Le roman remet en cause une tendance qui ne montrerait les Irlandais que sous les traits de victimes durant cette période historique.